# Flogopit
Flogopit är ett bergartsbildande mineral som tillhör gruppen glimmer. Mineralet förekommer i bruna färgtoner som går mot rött, gult eller grönt, men den kan också vara färglös. Namnet flogopit kommer av de grekiska ordet phlogōpo's som ungefär betyder eldfärgad, eldröd eller lysande, namnet kommer av hur mineralet skimmrar. Man hittar den oftast i stenar som marmor, dolomitmarmor eller ultrabasiska magmatiska bergarter.
Man har funnit flogopit på flera platser där man brutit marmor i Mellansverige.
Flogopit används industriellt som elektriskt isoleringsmaterial.